# Hola, ¿estás sola?
Hola, ¿estás sola? és una pel·lícula d'Icíar Bollaín amb la qual va debutar com a directora d'un llargmetratge.

## Sinopsi
La pel·lícula tracta de dues noies, Niña (Silke) i Trini (Candela Peña), que viuen a Valladolid. Les dues decideixen anar-se'n de casa perquè la Niña té un conflicte amb el seu pare i la Trini té problemes amb el lloguer. Les dues noies comparteixen el desig de ser independents, lliures i riques. Durant el seu camí les dues treballen d'animadores en un hotel a Màlaga, on surten a la llum les primeres diferències de caràcter. Mentre que a Niña li agrada la vida còmoda, divertida i lliure del seu treball com a animadora, Trini vol una vida sòlida amb la seva pròpia casa. Per la insatisfacció de Trini les dues noies se'n van a Madrid, on viu la mare de Niña, que es diu Mariló (Elena Irureta). Des que va deixar el seu marit i la seva filla, la relació amb Niña no ha sigut bona. Aquesta no vol anar-se'n a Madrid, encara que la Trini aconsegueix convèncer-la. Les tres dones es troben en un saló de perruqueria. Niña no vol tenir contacte amb la seva mare però Trini troba en ella a la mare que mai va tenir. La trama canvia ràpidament quan les dues noies coneixen a un rus que anomenen Olaf, perquè el valor de l'amor guanya importància. Després de diversos petits problemes, el grup decideix obrir un cafè al sud. Amb aquest projecte de cafè es compleix el desig d'una vida millor, però per culpa de la mare de Niña, el viatge no acabarà amb l'obertura del cafè. Malgrat tot, els conflictes no aconsegueixen trencar l'amistat entre Niña i Trini.

## Repartiment
- Silke: Niña
- Candela Peña: Trini
- Álex Angulo: Pepe
- Elena Irureta: Mariló
- Arcadi Levin: Olaf
- Daniel Guzmán: novio

## Palmarès
40a Setmana Internacional de Cinema de Valladolid 1995
| Categoria                    | Persona          | Resultat   |
| ---------------------------- | ---------------- | ---------- |
| Premi al Millor Nou Director | Icíar Bollaín    | Guanyadora |
| Premi del Públic             | Premi del Públic | Guanyador  |
| Esment Especial              | Esment Especial  | Guanyador  |

Premis Goya 1995
| Categoria                      | Persona       | Resultat |
| ------------------------------ | ------------- | -------- |
| Goya al millor director novell | Icíar Bollaín | Candidat |